# Cowboy from Brooklyn
Cowboy from Brooklyn è un film del 1938 diretto da Lloyd Bacon.
È una commedia musicale a sfondo western statunitense con Dick Powell, Pat O'Brien, Priscilla Lane e Ronald Reagan. È basato sulla commedia teatrale del 1937  Howdy Stranger di Robert Sloane e Louis Pelletier, Jr.. Nel 1948 ne è stato prodotto un remake, Speroni e calze di seta.

## Produzione
Il film, diretto da Lloyd Bacon su una sceneggiatura di Earl Baldwin e un soggetto di Robert Sloane e Louis Pelletier (autori della commedia teatrale), fu prodotto da Louis F. Edelman, come produttore associato, per la Warner Bros. tramite la Cosmopolitan Productions. Fu girato nei Warner Brothers Burbank Studios a Burbank, California, da metà gennaio a metà febbraio 1938. I titoli di lavorazione furono Dude Rancher, Howdy Stranger e The Brooklyn Cowboy.

## Distribuzione
Il film fu distribuito negli Stati Uniti dal 9 luglio 1938 al cinema dalla Warner Bros.
Altre distribuzioni:
- in Francia il 2 novembre 1938 (Joyeux compères)
- in Portogallo il 30 luglio 1942 (Romance e Ritmo)
- nel Regno Unito (Romance and Rhythm)
- in Grecia (Romantzo kai rythmoi)